# John Bylsma
John Bylsma (Bundaberg, Queensland, 1 de febrer de 1946) va ser un ciclista australià que combinà tant la carretera com el ciclisme en pista. Va participar en els Jocs Olímpics de 1968 i 1972 on va quedar quart en ambdues edicions en la prova de persecució per equips.

## Palmarès
- 1974
  - 1r a la Melbourne-Warnambool